# فيع
فيع هي قرية لبنانية من قرى قضاء الكورة في محافظة الشمال.

## أعلام
- الشاعر فؤاد سليمان.